# Lac de Binaros supérieur
Le lac de Binaros supérieur est un lac pyrénéen français situé administrativement dans la commune de Bagnères-de-Bigorre dans le département des Hautes-Pyrénées en région  Occitanie.

## Géographie
Le lac est situé sur le versant sud de la vallée de Lesponne. Son altitude est de 1 857 m.

### Topographie
|                                  | Lac de Binaros inférieur | Cabanes de Conques          |
| Crête de Conques                 | lac de Binaros supérieur | Lac d'Aygue Rouye (1 595 m) |
| Pic du Midi de Bigorre (2 876 m) | Lac de l'Œuf (1 919 m)   |                             |

## Protection environnementale
Le lac fait partie d'une zone naturelle protégée, classée ZNIEFF de type 1 : Montagne du Liset de Hount blanque et Aygue Rouye à la Montagnette et de type 2 : Bassin du haut Adour.

## Images

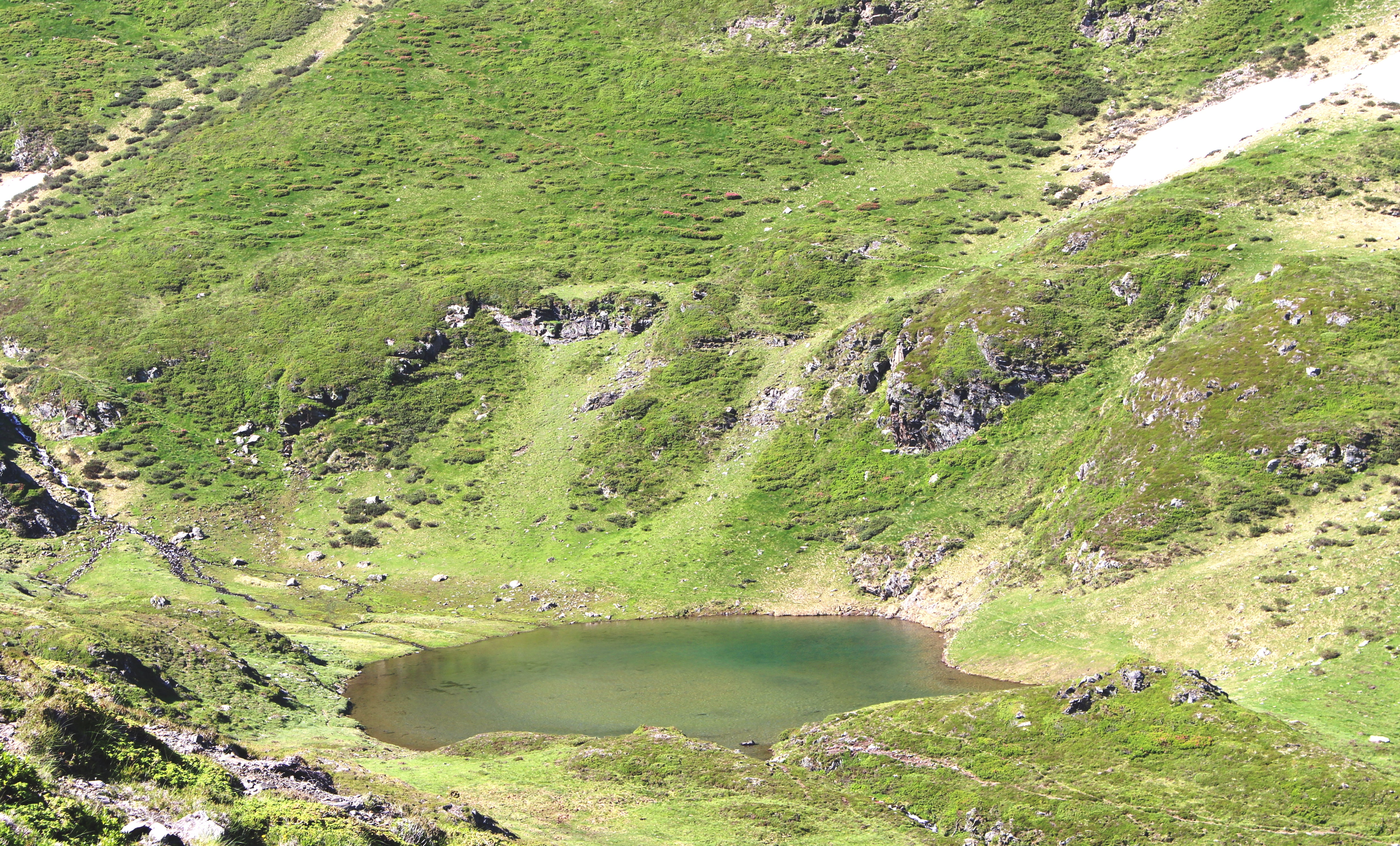
Vue du lac.